# Nindaranna
Nindaranna nombre dado a Venus por los babilonios
Los antiguos babilonios también llamaron a Venus (segundo planeta del sistema solar) «Dil-bat» o «Dil-i-pat»; en la ciudad de Akkad era la estrella de la madre diosa Ishtar, el planeta del elemento metal.
- Datos: Q6043150